# Михаил Величков
Михаил Александров Величков е български писател и драматург.

## Биография
Роден е на 13 ноември 1917 г. в София. Започва литературната си дейност още като ученик в Първа мъжка гимназия в София, когато е част от колектива на сп. „Ученически подем“. В него се събират някои от основателите на новата българска литература: Александър Геров, Александър Вутимски, Валери Петров, Емил Манов, Богомил Райнов, Невена Стефанова – бъдещата съпруга на М. Величков, Весела Осиковска. През 1941 г. завършва Юридическия факултет на Софийския университет. Учи театрознание във Виена и Берлин (1942-43).
След 1944 г. работи като редактор в издателство „Народна младеж“ и като главен редактор на „Профиздат“.
Автор е на повече от 40 пиеси, някои от които са превеждани на 13 европейски езика. Носител е на международни награди.
Умира на 29 август 1993 г. в София.